# Latisha Chan
Latisha Chan (詹詠然; Dongshi, 17 agosto 1989) è una tennista taiwanese.
Precedentemente conosciuta con il suo nome cinese Chan Yung-jan, nel corso della sua fortunata carriera da doppista ha vinto 33 titoli WTA e raggiunto la prima posizione del ranking mondiale il 23 ottobre 2017. Nello stesso anno si è aggiudicata il suo primo Grande Slam, gli US Open, in coppia con Martina Hingis. Ha avuto successo anche nel doppio misto, conquistando l'Open di Francia 2018 e 2019 e il torneo di Wimbledon 2019.

## Biografia
È la sorella maggiore della tennista specializzata in doppio Chan Hao-ching.
Arrivò in finale all'US Open 2007 - Doppio femminile in coppia con Chuang Chia-jung; il trofeo andò a Nathalie Dechy e Dinara Safina che vinsero l'incontro con il punteggio di 6-4, 6-2.
L'anno successivo, il 2008, partecipò al Torneo di Wimbledon 2008 - Singolare femminile e all'Open di Francia 2008 - Singolare femminile fermandosi al primo turno in entrambe le occasioni. Le andò meglio al Sony Ericsson Open 2008 - Doppio femminile e al singolo, dove fu sconfitta da Svetlana Kuznecova.
Nel 2010 all'Australian Open 2010 - Doppio femminile si esibì in coppia con Monica Niculescu.
Arrivò alla finale del Bank of the West Classic 2010 - Doppio, dove Lindsay Davenport e Liezel Huber ebbero la meglio su di lei e su Zheng Jie sconfiggendole con un punteggio di 7–5, 6(8)–7, 10–8.

## Statistiche

### Singolare

#### Sconfitte (1)
| Legenda              | Legenda               | Legenda      |
| -------------------- | --------------------- | ------------ |
| Grande Slam (0)      |                       |              |
| Argenti Olimpici (0) |                       |              |
| WTA Finals (0)       |                       |              |
| WTA Elite Trophy (0) |                       |              |
| Prima del 2009       | Dal 2009 al 2020      | Dal 2021     |
| Tier I (0)           | Premier Mandatory (0) | WTA 1000 (0) |
| Tier II (0)          | Premier 5 (0)         | WTA 1000 (0) |
| Tier III (1)         | Premier (0)           | WTA 500 (0)  |
| Tier IV (0)          | International (0)     | WTA 250 (0)  |
| Tier V (0)           | International (0)     | WTA 250 (0)  |

| N. | Data            | Torneo                    | Superficie | Avversaria in finale | Punteggio |
| 1. | 14 ottobre 2007 | PTT Bangkok Open, Bangkok | Cemento    | Flavia Pennetta      | 1-6, 3-6  |

### Doppio

#### Vittorie (33)
| Legenda              | Legenda               | Legenda      |
| -------------------- | --------------------- | ------------ |
| Grande Slam (1)      |                       |              |
| Ori Olimpici (0)     |                       |              |
| WTA Finals (0)       |                       |              |
| WTA Elite Trophy (0) |                       |              |
| Prima del 2009       | Dal 2009 al 2020      | Dal 2021     |
| Tier I (1)           | Premier Mandatory (3) | WTA 1000 (0) |
| Tier II (1)          | Premier 5 (5)         | WTA 1000 (0) |
| Tier III (3)         | Premier (6)           | WTA 500 (0)  |
| Tier IV (2)          | International (11)    | WTA 250 (0)  |
| Tier V (0)           | International (11)    | WTA 250 (0)  |

| N.  | Data              | Torneo                                       | Superficie  | Compagna         | Avversarie in finale                           | Punteggio           |
| 1.  | 2 ottobre 2005    | Hansol Korea Open, Seul                      | Cemento     | Chuang Chia-jung | Jill Craybas Natalie Grandin                   | 6-2, 6-4            |
| 2.  | 18 febbraio 2007  | Bangalore Open, Bangalore                    | Cemento     | Chuang Chia-jung | Hsieh Su-wei Alla Kudrjavceva                  | 6(4)-7, 6-2, [11-9] |
| 3.  | 17 giugno 2007    | AEGON Classic, Birmingham                    | Erba        | Chuang Chia-jung | Sun Tiantian Meilen Tu                         | 7-6(3), 6-3         |
| 4.  | 23 giugno 2007    | Ordina Open, 's-Hertogenbosch                | Erba        | Chuang Chia-jung | Anabel Medina Garrigues Virginia Ruano Pascual | 7-5, 6-2            |
| 5.  | 10 febbraio 2008  | PTT Pattaya Open, Pattaya                    | Cemento     | Chuang Chia-jung | Hsieh Su-wei Vania King                        | 6-4, 6-3            |
| 6.  | 18 maggio 2008    | Internazionali BNL d'Italia, Roma            | Terra rossa | Chuang Chia-jung | Iveta Benešová Janette Husárová                | 7-6(5), 6-3         |
| 7.  | 27 luglio 2008    | LA Women's Tennis Championships, Los Angeles | Cemento     | Chuang Chia-jung | Eva Hrdinová Vladimíra Uhlířová                | 2-6, 7-5, [10-4]    |
| 8.  | 27 settembre 2009 | Hansol Korea Open, Seoul (2)                 | Cemento     | Abigail Spears   | Carly Gullickson Nicole Kriz                   | 6-3, 6-4            |
| 9.  | 28 febbraio 2010  | Malaysia Classic, Kuala Lumpur               | Cemento     | Zheng Jie        | Anastasija Rodionova Arina Rodionova           | 6(4)-7, 6-2, [10-7] |
| 10. | 5 gennaio 2013    | Shenzhen Open, Shenzhen                      | Cemento     | Chan Hao-ching   | Iryna Burjačok Valerija Solov'ëva              | 6-0, 7-5            |
| 11. | 21 giugno 2014    | AEGON International, Eastbourne              | Erba        | Chan Hao-ching   | Martina Hingis Flavia Pennetta                 | 6-3, 5-7, [10-7]    |
| 12. | 15 febbraio 2015  | PTT Pattaya Open, Pattaya (2)                | Cemento     | Chan Hao-ching   | Shūko Aoyama Tamarine Tanasugarn               | 2-6, 6-4, [10-3]    |
| 13. | 23 agosto 2015    | Western & Southern Open, Cincinnati          | Cemento     | Chan Hao-ching   | Casey Dellacqua Jaroslava Švedova              | 7-5, 6-4            |
| 14. | 19 settembre 2015 | Japan Women's Open Tennis, Tokyo             | Cemento     | Chan Hao-ching   | Misaki Doi Kurumi Nara                         | 6-1, 6-2            |
| 15. | 14 febbraio 2016  | Taiwan Open, Kaohsiung                       | Cemento     | Chan Hao-ching   | Eri Hozumi Miyu Katō                           | 6-4, 6-3            |
| 16. | 27 febbraio 2016  | Qatar Ladies Open, Doha                      | Cemento     | Chan Hao-ching   | Sara Errani Carla Suárez Navarro               | 6-3, 6-3            |
| 17. | 16 ottobre 2016   | Hong Kong Open, Hong Kong                    | Cemento     | Chan Hao-ching   | Naomi Broady Heather Watson                    | 6-3, 6-1            |
| 18. | 5 febbraio 2017   | Taiwan Open, Taipei (2)                      | Cemento (i) | Chan Hao-ching   | Lucie Hradecká Kateřina Siniaková              | 6-4, 6-2            |
| 19. | 18 marzo 2017     | BNP Paribas Open, Indian Wells               | Cemento     | Martina Hingis   | Lucie Hradecká Kateřina Siniaková              | 7-6(4), 6-2         |
| 20. | 13 maggio 2017    | Mutua Madrid Open, Madrid                    | Terra rossa | Martina Hingis   | Tímea Babos Andrea Hlaváčková                  | 6–4, 6–3            |
| 21. | 21 maggio 2017    | Internazionali BNL d'Italia, Roma (2)        | Terra rossa | Martina Hingis   | Ekaterina Makarova Elena Vesnina               | 7-5, 7-6(4)         |
| 22. | 25 giugno 2017    | Mallorca Open, Maiorca                       | Erba        | Martina Hingis   | Jelena Janković Anastasija Sevastova           | w/o                 |
| 23. | 1º luglio 2017    | AEGON International, Eastbourne (2)          | Erba        | Martina Hingis   | Ashleigh Barty Casey Dellacqua                 | 6-3, 7-5            |
| 24. | 19 agosto 2017    | Western & Southern Open, Cincinnati (2)      | Cemento     | Martina Hingis   | Hsieh Su-wei Monica Niculescu                  | 4-6, 6-4, [10-7]    |
| 25. | 10 settembre 2017 | US Open, New York                            | Cemento     | Martina Hingis   | Lucie Hradecká Kateřina Siniaková              | 6-3, 6-2            |
| 26. | 30 settembre 2017 | Wuhan Open, Wuhan                            | Cemento     | Martina Hingis   | Shūko Aoyama Yang Zhaoxuan                     | 7-6(5), 3-6, [10-4] |
| 27. | 8 ottobre 2017    | China Open, Pechino                          | Cemento     | Martina Hingis   | Tímea Babos Andrea Hlaváčková                  | 6-1, 6-4            |
| 28. | 15 ottobre 2017   | Hong Kong Open, Hong Kong (2)                | Cemento     | Chan Hao-ching   | Lu Jiajing Wang Qiang                          | 6-1, 6-1            |
| 29. | 5 agosto 2018     | Silicon Valley Classic, San Jose             | Cemento     | Květa Peschke    | Ljudmyla Kičenok Nadežda Kičenok               | 6-4, 6-1            |
| 30. | 12 gennaio 2019   | Hobart International, Hobart                 | Cemento     | Chan Hao-ching   | Kirsten Flipkens Johanna Larsson               | 6-3, 3-6, [10-6]    |
| 31. | 16 febbraio 2019  | Qatar Ladies Open, Doha (2)                  | Cemento     | Chan Hao-ching   | Anna-Lena Grönefeld Demi Schuurs               | 6-1, 3-6, [10-6]    |
| 32. | 29 giugno 2019    | Nature Valley International, Eastbourne (3)  | Erba        | Chan Hao-ching   | Kirsten Flipkens Bethanie Mattek-Sands         | 2-6, 6-3, [10-6]    |
| 33. | 21 settembre 2019 | Toray Pan Pacific Open, Osaka                | Cemento     | Chan Hao-ching   | Hsieh Su-wei Hsieh Yu-chieh                    | 7-5, 7-5            |

#### Sconfitte (26)
| Legenda              | Legenda               | Legenda      |
| -------------------- | --------------------- | ------------ |
| Grande Slam (3)      |                       |              |
| Argenti Olimpici (0) |                       |              |
| WTA Finals (0)       |                       |              |
| WTA Elite Trophy (0) |                       |              |
| Prima del 2009       | Dal 2009 al 2020      | Dal 2021     |
| Tier I (1)           | Premier Mandatory (1) | WTA 1000 (1) |
| Tier II (2)          | Premier 5 (1)         | WTA 1000 (1) |
| Tier III (3)         | Premier (8)           | WTA 500 (1)  |
| Tier IV (1)          | International (4)     | WTA 250 (0)  |
| Tier V (0)           | International (4)     | WTA 250 (0)  |

| N.  | Data              | Torneo                                       | Superficie  | Compagno                  | Avversari in finale                       | Punteggio              |
| 1.  | 8 ottobre 2006    | Japan Open Tennis Championships, Tokyo       | Cemento     | Chuang Chia-jung          | Vania King Jelena Kostanić Tošić          | 6(2)-7, 7-5, 2-6       |
| 2.  | 27 gennaio 2007   | Australian Open, Melbourne                   | Cemento     | Chuang Chia-jung          | Cara Black Liezel Huber                   | 4-6, 7-6(4), 1-6       |
| 3.  | 11 febbraio 2007  | PTT Pattaya Open, Pattaya                    | Cemento     | Chuang Chia-jung          | Nicole Pratt Mara Santangelo              | 4-6, 6(4)-7            |
| 4.  | 18 marzo 2007     | BNP Paribas Open, Indian Wells               | Cemento     | Chuang Chia-jung          | Lisa Raymond Samantha Stosur              | 3-6, 5-7               |
| 5.  | 26 maggio 2007    | Istanbul Cup, Istanbul                       | Terra rossa | Sania Mirza               | Agnieszka Radwańska Urszula Radwańska     | 1-6, 3-6               |
| 6.  | 9 settembre 2007  | US Open, New York                            | Cemento     | Chuang Chia-jung          | Nathalie Dechy Dinara Safina              | 4-6, 2-6               |
| 7.  | 7 ottobre 2007    | Porsche Tennis Grand Prix, Stoccarda         | Cemento (i) | Dinara Safina             | Květa Peschke Rennae Stubbs               | 7-6(5), 6(4)-7, [2-10] |
| 8.  | 9 marzo 2008      | Bangalore Open, Bangalore                    | Cemento     | Chuang Chia-jung          | Peng Shuai Sun Tiantian                   | 4-6, 7-5, [8-10]       |
| 9.  | 24 maggio 2008    | Internationaux de Strasbourg, Strasburgo     | Terra rossa | Chuang Chia-jung          | Yan Zi Tetjana Perebyjnis                 | 4-6, 7-6(3), [6-10]    |
| 10. | 2 agosto 2009     | Bank of the West Classic, Stanford           | Cemento     | Monica Niculescu          | Serena Williams Venus Williams            | 4-6, 1-6               |
| 11. | 16 gennaio 2010   | Moorilla Hobart International, Hobart        | Cemento     | Monica Niculescu          | Chuang Chia-jung Květa Peschke            | 6-3, 3-6, [7-10]       |
| 12. | 1º agosto 2010    | Bank of the West Classic, Stanford (2)       | Cemento     | Zheng Jie                 | Lindsay Davenport Liezel Huber            | 5-7, 7-6(6), [8-10]    |
| 13. | 12 febbraio 2012  | PTT Pattaya Open, Pattaya (2)                | Cemento     | Chan Hao-ching            | Sania Mirza Anastasija Rodionova          | 6-3, 1-6, [8-10]       |
| 14. | 6 aprile 2014     | Family Circle Cup, Charleston                | Terra verde | Chan Hao-ching            | Anabel Medina Garrigues Jaroslava Švedova | 6(4)-7, 2-6            |
| 15. | 20 aprile 2014    | Malaysia Classic, Kuala Lumpur               | Cemento     | Zheng Saisai              | Tímea Babos Chan Hao-ching                | 3-6, 4-6               |
| 16. | 30 gennaio 2015   | Australian Open, Melbourne (2)               | Cemento     | Zheng Jie                 | Bethanie Mattek-Sands Lucie Šafářová      | 4-6, 6(5)-7            |
| 17. | 27 giugno 2015    | AEGON International, Eastbourne              | Erba        | Zheng Jie                 | Caroline Garcia Katarina Srebotnik        | 6(5)-7, 2-6            |
| 18. | 26 settembre 2015 | Toray Pan Pacific Open, Tokyo                | Cemento     | Chan Hao-ching            | Garbiñe Muguruza Carla Suárez Navarro     | 5-7, 1-6               |
| 19. | 10 ottobre 2015   | China Open, Pechino                          | Cemento     | Chan Hao-ching            | Martina Hingis Sania Mirza                | 7-6(9), 1-6, [8-10]    |
| 20. | 25 giugno 2016    | AEGON International, Eastbourne (2)          | Erba        | Chan Hao-ching            | Darija Jurak Anastasija Rodionova         | 7-5, 6(4)-7, [6-10]    |
| 21. | 27 maggio 2017    | Internationaux de Strasbourg, Strasburgo (2) | Terra rossa | Chan Hao-ching            | Ashleigh Barty Casey Dellacqua            | 4-6, 2-6               |
| 22. | 12 gennaio 2018   | Apia International Sydney, Sydney            | Cemento     | Andrea Sestini Hlaváčková | Gabriela Dabrowski Xu Yifan               | 3-6, 1-6               |
| 23. | 12 agosto 2018    | Rogers Cup, Montréal                         | Cemento     | Ekaterina Makarova        | Ashleigh Barty Demi Schuurs               | 6-4, 3-6, [8-10]       |
| 24. | 5 gennaio 2019    | Brisbane International, Brisbane             | Cemento     | Chan Hao-ching            | Nicole Melichar Květa Peschke             | 1-6, 1-6               |
| 25. | 7 febbraio 2021   | Gippsland Trophy, Melbourne                  | Cemento     | Chan Hao-ching            | Barbora Krejčíková Kateřina Siniaková     | 3-6, 6(4)-7            |
| 26. | 25 febbraio 2023  | Dubai Duty Free Tennis Championships, Dubai  | Cemento     | Chan Hao-ching            | Veronika Kudermetova Ljudmila Samsonova   | 4-6, 7-6(4), [1-10]    |

### Doppio misto

#### Vittorie (3)
| Tornei del Grande Slam  |
| ----------------------- |
| Australian Open (0)     |
| Open di Francia (2)     |
| Torneo di Wimbledon (1) |
| US Open (0)             |

| N. | Data           | Torneo                      | Superficie  | Compagna   | Avversari in finale               | Punteggio           |
| 1. | 7 giugno 2018  | Open di Francia, Parigi     | Terra rossa | Ivan Dodig | Gabriela Dabrowski Mate Pavić     | 6-1, 6(5)-7, [10-8] |
| 2. | 7 giugno 2019  | Open di Francia, Parigi (2) | Terra rossa | Ivan Dodig | Gabriela Dabrowski Mate Pavić     | 6-1, 7-6(5)         |
| 3. | 14 luglio 2019 | Torneo di Wimbledon, Londra | Erba        | Ivan Dodig | Jeļena Ostapenko Robert Lindstedt | 6-2, 6-3            |

#### Sconfitte (1)
| Tornei del Grande Slam  |
| ----------------------- |
| Australian Open (1)     |
| Open di Francia (0)     |
| Torneo di Wimbledon (0) |
| US Open (0)             |

| N. | Data            | Torneo                     | Superficie | Compagna    | Avversari in finale              | Punteggio        |
| 1. | 30 gennaio 2011 | Australian Open, Melbourne | Cemento    | Paul Hanley | Katarina Srebotnik Daniel Nestor | 3–6, 6–3, [7–10] |

## Circuito WTA 125

### Singolare

#### Sconfitte (1)
| N. | Data            | Torneo                            | Superficie    | Avversaria in finale | Punteggio     |
| 1. | 9 novembre 2014 | OEC Taipei WTA Challenger, Taipei | Sintetico (i) | Vitalija D'jačenko   | 6-1, 2-6, 4-6 |

### Doppio

#### Vittorie (2)
| N. | Data              | Torneo                            | Superficie    | Compagna       | Avversarie in finale              | Punteggio |
| 1. | 27 settembre 2013 | Ningbo Challenger, Ningbo         | Cemento       | Zhang Shuai    | Iryna Burjačok Oksana Kalašnikova | 6-2, 6-1  |
| 2. | 9 novembre 2014   | OEC Taipei WTA Challenger, Taipei | Sintetico (i) | Chan Hao-ching | Chang Kai-chen Chuang Chia-jung   | 6-4, 6-3  |

## Grand Slam Junior

### Doppio

#### Vittorie (1)
| Tornei del Grande Slam  |
| ----------------------- |
| Australian Open (1)     |
| Open di Francia (0)     |
| Torneo di Wimbledon (0) |
| US Open (0)             |

| N. | Data            | Torneo                     | Superficie | Compagna     | Avversario in finale                | Punteggio |
| 1. | 31 gennaio 2004 | Australian Open, Melbourne | Cemento    | Sun Shengnan | Veronika Chvojková Nicole Vaidišová | 7-5, 6-3  |

## Risultati in progressione
| Sigla | Risultato               |
| ----- | ----------------------- |
| V     | Vincitore               |
| F     | Finalista               |
| SF    | Semifinalista           |
| O     | Oro olimpico            |
| A     | Argento olimpico        |
| SF    | Bronzo olimpico         |
| QF    | Quarti di Finale        |
| 4T    | Quarto turno            |
| 3T    | Terzo turno             |
| 2T    | Secondo turno           |
| 1T    | Primo turno             |
| RR    | Round Robin             |
| LQ    | Turno di qualificazione |
| A     | Assente                 |
| ND    | Non disputato           |

| Legenda superfici    |
| -------------------- |
| Cemento              |
| Terra battuta        |
| Erba                 |
| Superficie variabile |

### Singolare
| Tornei del Grande Slam |     |     |     |     |     |     |     |     |     |     |     |     |     |     |        |      |
| Australian Open        | A   | A   | A   | LQ  | 1T  | 1T  | 2T  | 1T  | LQ  | A   | 2T  | 1T  | A   | A   | 0 / 6  | 2–6  |
| Open di Francia        | A   | A   | A   | LQ  | 1T  | 1T  | A   | 1T  | 3T  | 2T  | A   | A   | A   | A   | 0 / 5  | 3–5  |
| Wimbledon              | A   | A   | A   | 1T  | 1T  | 1T  | 1T  | 2T  | LQ  | LQ  | A   | A   | A   | A   | 0 / 5  | 1–5  |
| US Open                | A   | A   | 1T  | 1T  | 1T  | 2T  | LQ  | 3T  | 1T  | LQ  | A   | 1T  | A   | A   | 0 / 7  | 3–7  |
| Vittorie-sconfitte     | 0–0 | 0–0 | 0–1 | 0–2 | 0–4 | 1–4 | 1–2 | 1–3 | 2–2 | 1–1 | 1–1 | 0-2 | 0-0 | 0-0 | 0 / 23 | 9–23 |
| Finali                 | 0   | 0   | 0   | 0   | 1   | 0   | 0   | 0   | 0   | 0   | 0   | 1   | 0   | 0   | 0 / 2  | 0    |
| Ranking di fine anno   | –   | 489 | 219 | 96  | 67  | 68  | 94  | 109 | 132 | 106 | 248 | 212 | 406 | N/A |        |      |